# Platymantis aculeodactylus
Platymantis aculeodactylus är en groddjursart som beskrevs av Brown 1952. Platymantis aculeodactylus ingår i släktet Platymantis och familjen Ceratobatrachidae. IUCN kategoriserar arten globalt som livskraftig. Inga underarter finns listade i Catalogue of Life.